# Rimmel
Rimmel (veřejně známá jako Rimmel London) je kosmetická společnost, kterou vlastní společnost Coty, Inc. Značku založil Eugene Rimmel v roce 1834 v Regent Street v Londýně ve Velké Británii. Firma vyrábí kosmetické produkty.
Motto Rimellu zní „Get the London Look“ (Získejte londýnský vzhled).

## Prodej
Produkty Rimmelu jsou dostupné v lékárnách a supermarketech, kromě Spojeného království také v Austrálii, Kanadě a Spojených státech amerických z evropských zemích v Česku a na Slovensku, ve Francii, v Německu, Itálii, Rakousku, Dánsku, Polsku, Nizozemí, Norsku, Litvě, Lotyšsku, Ukrajině, Španělsku, Estonsku, Belgii, Rusku, Bělorusku, či Portugalsku. Z asijských zemích pak v Malajsii, Japonsku, Číně, Koreji ad.

## Tváře Rimmelu
V minulosti byla modelkou pro Rimmel Holly Willoughbyová. Dalšími tvářemi Rimmelu byly například Kate Moss , Sophie Ellis-Bextor, Lily Cole a Ajumi Hamasakiová, či transsexuální modelka Geena Rocerová.
V říjnu 2009 bylo oznámeno, že Jerry Hall, Georgia May Jagger (dcera Micka Jaggera) a kanadská supermodelka Coco Rocha se přidávají k propagaci firmy . Po několika dnech po uveřejnění kampaně s Rochou Rimmel oznámil, že podepsali smlouvu s Zooey Deschanelová, Solange Knowles a Alejandrou Ramos Munoz, které pomohou zavést značku na světový trh.
Reklamy s Jaggerovou a Mossovu byly zakázány z britských časopisů a televize poté, co je úřad pro reklamní standardy označil za zavádějící a klamné. V těchto reklamách byly totiž použity falešné řasy.